# Uncovered (Robin Schulz)
Uncovered è il terzo album in studio del DJ tedesco Robin Schulz, pubblicato l'8 settembre 2017.

## Tracce
1. Intro – 2:06
2. Unforgettable (feat. Marc Scibilia) – 3:45
3. Shed a Light (con David Guetta feat. Cheat Codes) – 3:11
4. Oh Child – 3:17
5. Fools (feat. Aalias e IRO) – 3:06
6. Like You Mean It (feat. Rhys) – 3:33
7. OK (feat. James Blunt) – 3:09
8. Naked (feat. Sam Martin) – 3:25
9. Above The Clouds – 3:30
10. Higher Ground – 3:43
11. Love Me A Little – 3:42
12. Tonight And Every Night – 3:55
13. More Than A Friend (feat. Nico Santos) – 3:12
14. I Believe I'm Fine (con HUGEL) – 3:47
15. Ha Leh Lou Ya (feat. Christy McDonald) – 3:38
16. Sounds Easy (feat. Ruxley) – 3:08
17. Un Sueno – 4:18
18. Outro – 2:26